# كنيسة العائلة المقدسة للاتين (غزة)
كنيسة العائلة المقدسة هي الكنيسة الكاثوليكية الوحيدة في مدينة غزة وفي قطاع غزة بدولة فلسطين. كاهنها المسؤول غابرييل رومانيلي، بمساعدة نائبه. تدير الكنيسة أيضًا مدرستين إبتدائية وثانوية، بالإضافة إلى بعض العيادات.
تتلقى الرعية دعم راهبات المحبة للأم تريزا وراهبات محبة الكلمة المتجسد الموجودة أيضًا في بيت لحم ويافا ومصر وراهبات الوردية. حيث يعتنون بالمرضى والمعاقين وكبار السن بغض النظر عن دينهم.
اعتبارًا من عام 2021، تألفت الطائفة الكاثوليكية الصغيرة في قطاع غزة من 133 شخص.

## الحرب على غزة 2023
خلال الحرب الفلسطينية الإسرائيلية، قامت الكنيسة بإيواء مئات اللاجئين، بما في ذلك العائلات المسيحية التي دمرت منازلها في 9 أكتوبر، وفي 4 نوفمبر ُدمرت مدرسة راهبات الوردية بغارة جوية إسرائيلية. وحتى تاريخ 1 ديسمبر 2023 كان عدد اللاجئين يتجاوز 600 شخص يحتمون بالكنيسة. وفي 11 ديسمبر أفادت منظمة مساعدة الكنيسة المحتاجة (ACN) أن الكنيسة تعرضت لأضرار بسبب الغارات الجوية الإسرائيلية التي دمرت الألواح الشمسية، وخزانات المياه، والمباني الأخرى في مجمع الرعية. ونفذ الوقود فيها، مما أدى إلى قطع معظم الإتصالات.
وفي 16 ديسمبر 2023 أفادت وكالة الأنباء وفا أن أمًا وابنتها قُتلتا برصاص قناص إسرائيلي، وأكدت أخبار الفاتيكان الخبر وذكرت أن الإبنة قُتلت أثناء محاولتها إنقاذ والدتها المسنة التي أصيبت برصاص القناص الإسرائيلي. وقالت البطريركية اللاتينية في القدس: "لقد قُتلت ناهدة وابنتها سمر بالرصاص أثناء توجههما إلى دير الراهبات، وأصيب سبعة أشخاص آخرين بالرصاص أثناء محاولتهم حماية الآخرين داخل مجمع الكنيسة دون أي إنذارات لهم. لقد تم إطلاق النار عليهم بدم بارد داخل مبنى الرعية حيث لا يوجد مسلحين".
وذكرت أخبار الفاتيكان أن الجيش الإسرائيلي برر الهجوم بادعاءه بوجود منصة لإطلاق صواريخ في الرعية. وأصدرت البطريركية اللاتينية بيانًا رسميًا حول الهجوم وقالت فيه أن النساء قُتلن داخل مجمع الرعية وأنه لم يكن هناك أي مسلحين. وقالت البطريركية أيضًا إنه في صباح نفس اليوم استهدفت غارة جوية إسرائيلية دير مرسلات المحبة، الذي يضم 54 شخصًا معاقًا وتسبب الهجوم الصاروخي في حدوث انفجار كبير وتشريد جميع المرضى.
وفي بيان أعرب رئيس أساقفة وستمنستر الكاردينال فنسنت نيكولز وهو أبرز شخصية كاثوليكية في المملكة المتحدة عن رُعبه من هذه الأحداث وقال: "لقد تم إطلاق النار عليهم بدم بارد داخل مباني الرعية، حيث لا يوجد مسلحون".
وأدان البابا فرانسيس الهجوم بشدة وقال: "قد يقول البعض إنها حرب" إنه الإرهاب. نعم، إنها الحرب. إنه الإرهاب”. وهذه المرة الثانية خلال أقل من شهر التي يستخدم فيها البابا كلمة “الإرهاب” أثناء حديثه عن الأحداث في غزة.